# 末弥純
末弥 純（すえみ じゅん、1959年 - ）はイラストレーター。大分県大分市生まれ。武蔵野美術大学造形学部油絵学科卒業。ファンタジイファンサークル「ローラリアス」出身。

## 人物
とり・みきやゆうきまさみなどと親交があり、米田仁士のコミック作品にDr.スエミとして登場したこともある。デビュー当時は数作ではあるが漫画家としても活動していた。これらのマンガ作品は『カペルドーニャの鉄騎士』をのぞき全て単行本未刊行である。イラスト作品を数多く提供しているが、コメントなども含めてメディアなどへの本人露出は極端に少ない。
押井守とは親交があり、イラスト提供のほか自著『末弥純画集 ウィザードリィ』は押井が帯にコメントを寄稿、『ケルベロス 鋼鉄の猟犬』ではプロテクトギアのイメージデザイン、押井が初めて舞台演出を手掛けた舞台『鉄人28号』で鉄人デザインを担当するなどしている。
ファミコン版「ウィザードリィ」は、原作者であるロバート・ウッドヘッドも、当時までにリリースされたシリーズタイトルの中で一番出来が良いと絶賛している。

## 略歴
- 1983年、『銀河十字軍』（田中光二著/徳間書店）のカバーイラストでデビュー。
- 1987年、ファミコン版『ウィザードリィ』のモンスターデザインを担当。以後、同シリーズのビジュアルデザインを担当。
- 1988年、第19回星雲賞アート部門受賞。
- シリアスな作品へのイラスト提供が多いが、『大僧侶伝説』や「ウィズボール」のパッケージなどのコミカル要素の強い作品にもイラストを描いている。
- 海外でもイラストレーターとして活躍しており、ウィリアム・ギブスンの短編『記憶屋ジョニィ』（映画『JM』の原作）の挿絵を担当した。

## 作品集
- カペルドーニャの鉄騎士 (1987年、朝日ソノラマ、唯一のコミックでB5サイズの単行本として刊行）ISBN 4257900911
- WIZARDRY WORKS（1993年、株式会社アスキー、画集）ISBN 4756106692
- 迷宮 末弥純 Interactive Museum (1996年、アスキー、下記ログアウト冒険文庫作品の再録画集とWindows 3.0 CD-ROMのセット) ISBN 4756112196
- Wizardry EXCEED～末弥純の世界～ (1998年、ココナッツジャパン、Windows 95/98 CD-ROM)
- 末弥純画集 玄 198511-199806 (1998年、朝日ソノラマ) ISBN 4257033800
- 末弥純画集 魄 199010-200101 (2001年、朝日ソノラマ) ISBN 4257036273
- 末弥純 グイン・サーガ画集 (2003年、早川書房) ISBN 4152085142
- 末弥純画集 烈妖月 (2004年、朝日ソノラマ) ISBN 4257036907
- 末弥純画集 ウィザードリィ (2006年、新紀元社、『WIZARDRY WORKS』との重複含む) ISBN 4775304771

## イラスト提供作品
- グイン・サーガシリーズ（栗本薫著/ハヤカワ文庫JA）- 三代目
- 魔界都市ブルース（菊地秀行著/祥伝社NON NOVEL）
- 朝松健作品（『逆宇宙』シリーズ、『魔術戦士』大陸書房版）
- ダーク・ソード（マーガレット・ワイス トレイシー・ヒックマン著）
- 小説ウィザードリィ 隣り合わせの灰と青春（ベニー松山著/JICC出版局）
- 真ウィザードリィRPGルールブック (アスキー出版局)
- ウィザードリィ外伝女王アイラスの受難（高井信著/ログアウト冒険文庫）
- 風雲のズダイ・ツァ（高井信著/ログアウト冒険文庫）
- ウィザードリィ・ベイン・オブ・ザ・コズミック・フォージ 呪われし聖筆（竹内誠著/ログアウト冒険文庫）
- アドバンスト・ウィザードリィRPG (ログアウト冒険文庫)
- ワイルドカードシリーズ（ジョージ・R・R・マーティン編/創元SF文庫）
- 雷の娘シェクティシリーズ（嵩峰龍二著/富士見ファンタジア文庫）
- 機動警察パトレイバー TOKYO WAR（押井守著/富士見ファンタジア文庫）
- 大僧侶伝説（大野木寛著/ドラゴンマガジン1993年6月号収録、未刊行）
- 戦え!!イクサー1（LPレコード　戦え!!イクサー1 PART.2 描き下ろしB2ポスター）
- オーラバスター・インテグラル（若木未生著）
  1. 月光人魚 （徳間デュアル文庫）
  2. ファウスト解体（トクマノベルス）
- 大魔獣激闘 鋼の鬼（会川昇著/徳間書店アニメージュ文庫）
- ヴァルデマール年代記シリーズ（マーセデス・ラッキー著/東京創元社）
- ソード・ワールド自由人の歎き（安田均原案・白井英著/富士見ファンタジア文庫）
- スーパーゲーム・ノベル 悪夢のマンダラ郷(きょう)（鳥井加南子著/ノン・ポシェット）
- ラーゼフォン（アニメ。最終回スタッフロールで主人公・神名綾人が手掛けた絵として、イラストが登場）

## ゲーム関係素材提供作品
- 聖拳アチョー MSX版表紙イラスト
- DUNGEON MASTER（ダンジョンマスター） MSX版表紙イラスト
- ウィザードリィ FC版、SFC版、一部のPC版モンスターデザイン
- ノスフェラトゥ (ゲーム) パッケージイラスト
- ジルオールシリーズ キャラクターデザイン
- アサンシア キャラクターデザイン ボスモンスターデザイン
- ハイブリッド・フロント キャラクターデザイン
- フロントミッション2 キャラクターデザイン
- 煉獄 -RENGOKU- キャラクターデザイン
- Over G キャラクターデザイン
- カルドセプト サーガ カードイラスト
- ディメンション・ゼロ カードイラスト
- アクエリアンエイジ カードイラスト
- モンスターコレクション カードイラスト
- バトルスピリッツ カードイラスト
- アニムンサクシス カードイラスト
- ウィザードリィRPG・真ウィザードリィRPG
- ワースブレイド
- ブランディッシュ パッケージイラスト
- ファーストクイーンⅣ パッケージイラスト
- ダークセラフィム パッケージイラスト
- 三国志大戦3 カードイラスト
- 悠久の車輪 カードイラスト
- LORD of VERMILION カードイラスト
- シルフィード PC-8801版・メガCD版 パッケージイラスト
- VEIGUES パッケージイラスト
- ファイアーホーク パッケージイラスト
- NOT TREASURE HUNTER タイトル画面
- ベルアイル タイトル・ロード画面
- 戦国絵札遊戯 不如帰 -HOTOTOGISU- 乱 カードイラスト
- FINAL FANTASY XI 追加シナリオ「戦慄！モグ祭りの夜」イメージイラスト
- レニーブラスター

## 映像関係素材提供作品
- G.R.M. THE RECORD OF GARM WAR（ガルム戦記） 押井守
- めざめの方舟 押井守
- WXIII 機動警察パトレイバー
- バイストン・ウェル物語 ガーゼィの翼 富野由悠季
- GARM WARS The Last Druid 押井守